# Кадија
Кадија или кадијиница/кадиница (арап. قاضى) јесте судија у муслиманском свету, који суди према шеријату — исламском верском закону. С обзиром на то да ислам не прави разлику између духовног живота и материјалне стварности, кадије (али не и кадинице) могу се бавити свим правним проблемима муслимана.

## Историја
Кадија се појављује први пут за време Омејада, када је био секретар гувернера. Улога кадије је била врло битна на почетку ислама и обликовања исламског верског права — шеријата.
На острву Мајото, једном од Коморских острва, титулу кадије носио је Умар који је — након освајања овог острва и припајања истог Султанату Коморских острва — управљао тим острвом од 19. новембра 1835. до 1836. године.

## Савремено исламско право
У исламским земљама где је створена конституциона влада, као у случају Републике Турске где шеријат није основ правног система земље, термин кадија се и даље користи за судије или магистрате.
У земљама у којима је створен хибридни правни систем, као на пример у Египту, кадије су главне за решавање спорова око засебног и казненог права.
У неким исламским земљама, где је положај кадије био сведен само на одговорност за саслушање сведока или је чак био укинут у процесу приближавања западњачком моделу, поново се обнавља положај кадије (нпр. у исламској покрајини Нигерије).
Када је реч о тежим пресудама, кадијине одлуке мора одобрити муфтија, нарочито у случајевима где је донета пресуда о највишој казни, да би се било сигурно да је пресуда у складу са исламским законом.
У Турској, кадије поставља велију емир (тур. veliyu l-emr). Као последица деловања реформистичких покрета, државни судови су заменили кадије које су некад имале широке одговорности.

## Жене као кадије
Кадинице су историји веома редак случај. Иако је улога кадије традиционално ограничена на мушки пол, неке жене су ипак биле именоване на положај кадинице последњих година. Две жене су 2009. године постале кадинице; именовала их је Палестинска Самоуправа у Западној обали. У Малезији су 2010. године две жене постале кадинице, такође. Међутим, одлучено је да као особе женског пола оне могу да суде само у случајевима притвора, алиментација и питања заједничке имовине, не у случајевима криминала или развода који заправо и чине већину посла кадије. Индонезија броји чак око 100 жена кадија.
У свету исламских учењака постоје неслагања око тога да ли су жене квалификоване да делују као кадинице или не, што је бесмислено и заостало размишљање јер људска права жена, мушкараца, транссексуалаца, хомосексуалаца и других полова у свету на одабир професије морају да буду једнака без обзира на ниже нивое права људи као што су она које одређује поједина религија или конфесија.

## Утицај
Алкалди (шп. alcalde), шпански израз за градоначелника, потиче од арапског термина El Qadi који означава кадију.